# إطفاء الأنوار (فلم 2016)
إطفاء الأنوار (بالإنجليزية: Lights Out) هو فيلم رعب خارق للطبيعة أمريكي صدر عام 2016 وقام بإخراجه المخرج السويدي ديفيد ف. ساندبيرغ، ويعد هذا الفيلم أول فيلم طويل يصدر لهذا المخرج.و الفيلم من إنتاج لورينس جري، جيمس وان وإيريك هايزيرر والذي كتب سيناريو الفيلم أيضا. الفيلم من بطولة تيريزا بالمر، غابرييل بيتمان، أليكساندر دي بيرشا، بيلي بورك وماريا بيلو. الفيلم مقتبس من فيلم قصير صدر عام 2013 لنفس المخرج.كما يتضمن الفيلم الممثلة لوتا لوستين، والتي أدت دور البطولة في الفيلم القصير.
عرض الفيلم لأول مرة خلال مهرجان لوس أنجلوس السينمائي في 8 يونيو 2016، وقامت شركة وارنر برذرز بتوزيع الفيلم في أمريكا وكندا ابتداءاً من 22 يوليو من نفس العام. حقق الفيلم نجاح على شباك التذاكر حيث حصد أكثر من 148 مليون دولار مقابل تكلفة إنتاج صغيرة نسبياً 4.9 مليون دولار.

## القصة
في مخزن للنسيج، ترى العاملة إسثير ظلال شبيهة بشكل امرأة من الزومبي، وذلك عندما تقوم بإطفاء الأضواء، ولكن عندما تقوم بتشغيلها ثانية لا ترى شيئا. تقوم إسثير بإخبار مالك المخزن بول، ولكنه يتجاهلها ويرحل. يقوم بعد ذلك الشكل الشبحي الذي رأته إسثير بمطاردة بول وقتله بطريقة شنيعة. ابنة زوجة بول، ريبيكا ، تعيش بعيدا عن أمها صوفي وأخيها الغير شقيق مارتن. تعاني صوفي من الأمراض نفسية والاكتئاب، والذي عاد للظهور مجددا، حيث أصبحت تتحدث إلى صديقة خيالية. في إحدى الليالي، يرى مارتن صوفي وهي تتحدث إلى الشكل الشبحي، يذعر مارتن لرؤيته لصوفي في هذه الحالة ويركض إلى غرفته. يسمع مارتن صوت خدش على باب غرفته، كما يرى بإن مقبض الباب يدور من الخارج. في الصباح التالي، ترى ممرضة المدرسة بإن مارتن ليس بخير وهناك خطب ما. تحاول الممرضة أن تتصل بوالدة مارتن، لكن أمه لا تجيب. تقوم الممرضة بعد ذلك بالإتصال بريبيكا أخت مارتن الغير شقيقة. فتأتي ريبيكا مع صديقها بريت إلى المدرسة لأخذ مارتن. تأخذ ريبيكا مارتن إلى بيته، وتتحدث ريبيكا وأمها صوفي إلى مارتن بسبب قلة نومه. بينما يقوم مارتن برزم أغراضه في حقيبته لكي يغادر الغرفة، يسمع فجأة ضوضاء غريبة تصدر من الغرفة المجاورة لغرفته، وبعد ذلك مباشرة يظهر الشكل الشبحي، ديانا، خلف الباب ويقوم بغلقه بقوة. تأخذ ريبيكا مارتن إلى شقتها لتحميه من أمنيات والدتهما صوفي. في ذلك اليوم (عندما أخذت ريبيكا مارتن إلى شقتها) تستيقظ ريبيكا من نومها ليلا لتجد ديانا واقفة أمامها، تقوم ديانا بمهاجمة ريبيكا، ولكن ريبيكا تتجنب ضربتها؛ وذلك بفضل الضوء المنبعث من لافتة النيون المجاورة لشباك غرفتها. في صباح اليوم التالي، تستيقظ ريبيكا لتجد كلمة ديانا مخربشة ومكتوبة على الأرضية. بعد ذلك، تتذكر ريبيكا ديانا من طفولتها. والسبب الذي غادرت من أجله عندما تركهم والدها، زوج صوفي الأول. تتدخل ريبيكا وتقوم بقراءة ورؤية ملفات وحقائق عن صوفي وديانا، لتعلم بعد ذلك بإن ديانا قد ماتت عندما تم تعريضها لضوء ساطع وذلك خلال تجربة سابقة أجراها طبيب المعهد الذي كانت تدرس فيه، لمعالجتها من حالة نادرة وغير معتادة أصيبت بها (يتبين فيما بعد بإنها حالة جفاف الجلد المصطبغ)، ولكن التجربة لم تسر على ما يرام، ولذلك تموت ديانا. تقوم صوفي في إحدى الليالي بدعوة مارتن لكي يشاهدا فيلما معا، ولكن عندما يأتي مارتن يرى بإن صوفي قامت بدعوة الشكل الشبحي (ديانا) أيضا؛ ويرتعب بشدة. تخبر صوفي مارتن عن الشكل، ديانا، وتقول له بإن ديانا كانت صديقتها عندما كانت في المعهد، وبإن ديانا كانت تعاني من حالة نادرة وغير اعتيادية جعلت بشرتها حساسة جدا. يرى مارتن بعد ذلك ديانا جاثمة فوقه، ولكنه يقوم بتشغيل الأضواء، ويهرب إلى ريبيكا قبل أن تهاجمه ديانا. تقوم ريبيكا بمواجهة صوفي لتستجوبها عن ديانا، ولكن صوفي ترفض كل الإتهامات. ريبيكا، صديقها بريت ومارتن يقررون جميعهم أن يبقوا لليلة كاملة عند صوفي لحمايتها من ديانا. تذهب ريبيكا إلى غرفة نوم صوفي لكي تناقشها وتتحدث معها، ولكن صوفي تقدم لها ملاحظة سرية تقول: «أحتاج المساعدة»، وذلك قبل أن تقوم ديانا بسحب صوفي بقوة وبسرعة من ظهرها. تعلم ريبيكا بعد ذلك بإن ديانا تقوم بالتحكم بصوفي الآن؛ لذلك تقوم بتشغيل جميع الأضواء المنزل لكي تبقي ديانا بعيدة عنهم. بعد إن علمت بمخططاتهم وأهدافهم، تقوم ديانا بإغراء ريبيكا ومارتن للنزول إلى القبو، وذلك بعد إن قطعت التيار الكهربائي عن المنزل. تقوم ديانا أيضا بمهاجمة بريت ولكنه ينجح بالهروب لكي يجلب الشرطة. تدرك ريبيكا بإن الضوء الأسود سوف يمكنهم من رؤية ديانا وأيضا رؤية الكتابات والخربشات على الحائط، والتي تشرح لهم كيف إن ديانا سوف لن تسمح لهم «بأخذ» صوفي، وإن ديانا هي من قتلت والد ريبيكا. يصل رجلان من الشرطة ويقومون بتحرير ريبيكا ومارتن، ولكن ديانا تقوم رجلي الشرطة. تقوم ريبيكا بإرسال بريت ومارتن إلى الخارج، ولكنها ترجع لإنقاذ صوفي. تقوم ديانا بمهاجمة ريبيكا بعنف، ولكن صوفي تأتي وتواجه ديانا ببندقية. بعد أن أدركت إنها هي السبب والرابط الوحيد الذي يمكن ديانا من العيش، تقوم صوفي بالانتحار عن طريق البندقية، مما جعل ديانا تختفي. بعد أن ذهلوا بسبب الأحداث الأخيرة، تقوم ريبيكا، مارتن وبريت بالاجتماع سويا، ويقسمون على أن يبقوا سوية.

## طاقم التمثيل
- تيريزا بالمر - بدور ريبيكا.
- غابرييل بيتمان - بدور مارتن، أخ ريبيكا الغير شقيق.
- أليكساندر دي بيرشا - بدور بريت، صديق ريبيكا.
- بيلي بيرك - بدور بول، زوج أم ريبيكا.
- ماريا بيلو - بدور صوفي، والدة كل من ريبيكا ومارتن.
- أليسيا فيلا - بيلي - بدور ديانا، روح شريرة تسعى للانتقام.
- آندي أوشو - بدور إيما .
- رولاندو بويس - بدور الشرطي بريان أندروز .
- ماريا روسيل - بدور الشرطية جوميز .
- إليزابيث بان - بدور الممرضة .
- لوتا لسوتين - بدور إسثير، مساعدة بول .
- آميا ميلر - بدور ريبيكا الصغيرة .
- آفا كانتريل - بدور ديانا الصغيرة .
- إميلي ألين ليند - بدور صوفي الصغيرة .

## الإنتاج
ساندبيرج، بالإضافة إلى زوجته لوتا لوستين، قاموا بصناعة الفيلم القصير الأول من أجل مسابقة للأفلام . على الرغم من إن الفيلم لم يربح المسابقة، إلا إنه أنتشر بصورة كبيرة وواسعة، مما أدى إلى إتصال العديد من الوكلاء بساندبيرج لدرجة إضطرته لوضع جدول بأسماءهم لكي يتتبعهم جميعا . أحد الوكلاء كان لورينس جري الذي أراد التعاون مع جيمس وان لإنتاج فيلم طويل كامل مقتبس من فكرة الفيلم القصير . على الرغم من إن وان إستمتع بالفيلم القصير، إلى إنه لم يكن واثقا بإمكانية تحويل الفيلم إلى فيلم كامل، حتى قام ساندبيرج بإنتاج معالجة للفيلم الطويل. الانتقال إلى هوليوود كان مزعجا ومحموما بعض الشيء بالنسبة إلى الزوجين، إذ تطلب انتقالهم أن تنهي لوستين وظيفتها اليومية للانتقال . عندما أصبحوا في هوليوود، لم يتمكن الاثنان من تأجير شقة سكنية وذلك بسبب قلة رصيدهم آنذاك مما أجبرهم على تأجير إير بي أن بي على أساس شهري . تم الإعلان عن إدراج جابرييل بيتمان وتيريزا بالمر ضمن طاقم التمثيل في شهر يونيو سنة 2015، وفي الشهر نفسه بدأت عملية التصوير الرئيسية . لم يسبق لساندبيرج ان قام بالعمل مع طاقم ممثلين كامل أو زيارة مواقع تصوير الأفلام . إذ كان عليه ان يسأل مساعد المخرج الأول «إذا متى يجب علي ان اقول اكشن ؟». عملية إنتاج الفيلم بدأت في الخامس من أغسطس لعام 2015 .

## روابط خارجية
- مقالات تستعمل روابط فنية بلا صلة مع ويكي بيانات